# Holywell
Holywell (walisisch Treffynnon) ist die fünftgrößte Stadt in Flintshire, Wales. Sie liegt westlich des Dee Estuary (Ästuar) am River Dee.

## Geschichte
Die Market Town Holywell erhält ihren Namen von der St Winefride's Well, einer Heiligen Quelle, die gefasst wurde und heute in einer Kapelle entspringt. Die Quelle ist mindestens seit römischer Zeit bekannt. Seit etwa 660 n. Chr. – und bis heute – wird sie von christlichen Pilgern besucht. Die Quelle ist Saint Winefride geweiht, die nach der Legende dort von Caradog enthauptet wurde. Die Quelle zählt zu den Sieben Wundern von Wales. Die Stadt Holywell bezeichnet sich als The Lourdes of Wales.
Seit dem 18. Jahrhundert wuchs die Stadt rund um Blei-Bergbau und Baumwollspinnerei (cotton milling). Der Wasserfluss von den umgebenden Bergen, der gleichmäßig und mit konstanten Temperaturen kommt, bildet die Quelle und bietet auch vielen Fabriken im Greenfield Valley ausreichend Wasserkraft. Neben Blei und Baumwolle hatte auch Kupferverarbeitung größeres Gewicht. Thomas Williams, ein Rechtsanwalt aus Anglesey ließ Fabriken und Gießereien für Kupfer im Greenfield Valley errichten und ließ Kupfer von Anglesey nach St. Helens und später ins Greenfield Valley bringen, wo es zu Ausrüstungsgegenständen für den Sklavenhandel umgearbeitet wurde. Diese Gegenstände waren zum Beispiel so genannte „manilas“ (Kupferarmbänder), „Neptunes“ (große flache Kessel um Meerwasser zu Salz einzukochen) und Kupfer-Verkleidungen für Schiffe. Die Kupfer-Verkleidungen wurden verwendet, um die Schiffsrümpfe der Handelsschiffe in den warmen Wassern der Karibik haltbarer zu machen. Daher stammt auch der Begriff copper bottomed investment (Kupfer-Boden Unternehmen). Die Verkleidung wurde auch für Schiffe der Royal Navy verwendet und spielte eine entscheidende Rolle in Nelsons Siegen. Zwei dieser Kupferplatten von der HMS Victory sind daher im Greenfield Valley Heritage Park museum zu besichtigen. Es gab auch eine Holywell Junction Railway Station in Greenfield, welche zwischen 1848 und 1966 in Betrieb war. Die Stationsgebäude, die von Francis Thompson für die Chester and Holyhead Railway 1848 erbaut wurden, sind in die Liste Denkmalgeschützter Bauten mit Grade II* aufgenommen. Die London and North Western Railway unterhielt eine Nebenlinie von dieser Station nach Holywell Town zwischen 1912 und 1957.
Der Wohlstand, der durch diese Industriezweige entstand, führte zur Entwicklung der Stadt und die High Street (Hauptstraße) ist noch immer von georgianischen Gebäuden gesäumt.
Greenfield Valley ist bekannt für seinen Reichtum an Vögel und Schmetterlingen und auch eine ganze Anzahl von Mühlen und Gebäuden aus der Blütezeit sind dort zu besichtigen.

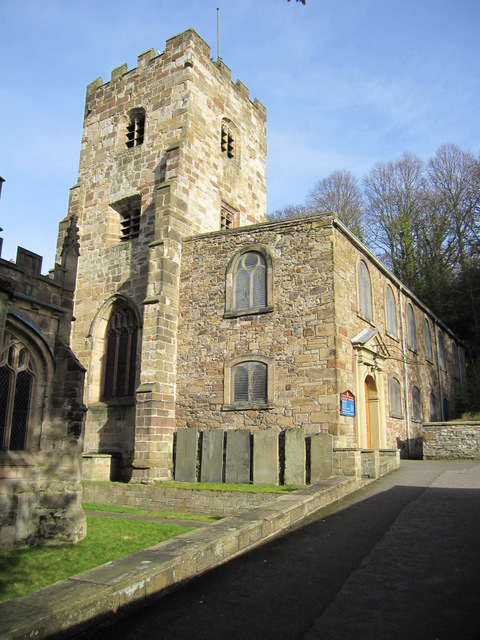
St James parish church

St James Parish Church ist mit Grade II* gelistet.
Holywell war 1869 Gastgeber eines inoffiziellen National Eisteddfod.

## Geographie
Administrativ ist Holywell aufgeteilt in drei Distrikte (ward) die dem Flintshire County Council unterstellt sind: Holywell Central, Holywell East und Holywell West. Geographisch kann man vier abgeschlossene Gebiete unterscheiden: Pen-y-Maes, the Strand, the Holway und das Stadtzentrum. The Holway, auf der Westseite der Stadt ist das größte der Wohngebiete von Holywell. Das beinahe unmittelbar anschließende Dorf Greenfield liegt im Nordosten der Stadt an der B5121.
Weitere Dörfer im Einzugsgebiet von Holywell sind: Bagillt, Brynford, Carmel, Gorsedd, Halkyn, Licswm, Lloc, Mostyn, Pantasaph, Pentre Halkyn, Rhes-y-Cae, Trelawnyd, Whitford und Ysceifiog. Daneben gibt es noch weitere kleine Weiler im Umkreis. Sie befinden sich alle in einem Radius von sechs Meilen rund um Holywell. Sie sind durch Busverbindungen mit Holywell verbunden.

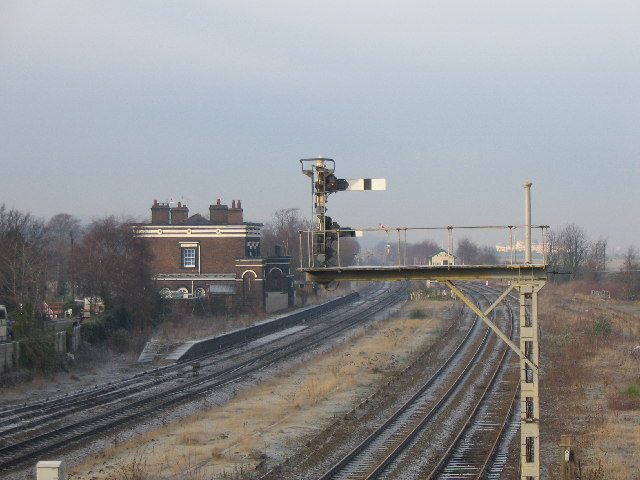
Holywell Junction station

## Gesellschaft
Im Stadtzentrum gibt es viele kleine Geschäfte, die auch für die Anwohner der umliegenden Dörfer einen wichtigen Anlaufpunkt bilden. Ein Teil des historischen Marktplatzes wurde als Schutzgebiet ausgewiesen.
Die Stadt verfügt über eine Secondary School mit mehr als 500 Schülern und einem Leisure centre sowie über vier Grundschulen.
Die lokale Fußballmannschaft, Holywell Town F.C., spielt in der Welsh Alliance League.
Das alte Cottage Hospital in Pen-y-Maes wurde geschlossen und ein neues Spital gebaut.
Holywell selbst verfügt nicht über eine eigene Cricket-Mannschaft, dafür sind viele Spieler im Carmel & District Cricket Club, dessen Gelände zwischen den nahegelegenen Orten Carmel und Lloc liegt.
2007 eröffneten Ehrenamtliche den St Beuno's Circular Walk, der zu allen historischen und religiösen Örtlichkeiten der Stadt führt.

## Persönlichkeiten
- Charles Sidney Beauclerk, katholischer Priester, der die Entwicklung der Wallfahrt vorantrieb
- Ian Buckett, walisischer Rugby-Union-Spieler, der in Holywell die Schule besuchte
- Ron Davies, Fußballspieler bei Southampton F.C., geboren in Holywell 1942
- Gerry Hitchens, Fußballspieler, lebte nach seiner Aktiven Zeit in Holywell ab 1977 und ist dort begraben
- Mike England, Fußballspieler und -trainer, geboren in Holywell 1941
- Gareth Jones (auch Gaz Top), Fernsehmoderator, in Holywell aufgewachsen
- Tecwyn Jones (1930–2008), Fußballspieler
- Thomas Pennant (1726–1798), Naturforscher, Reisender, Schriftsteller und Antiquar. Er lebte auf dem Familiensitz, Downing Hall bei Whitford
- Jonathan Pryce (* 1947), Schauspieler
- Emlyn Williams (1905–1987), Dramatiker und Schauspieler, besuchte Holywell Grammar School
- Ronald Waterhouse, Richter am Obersten Gerichtshof, geboren in Holywell 1926
- Richard and Adam Johnson, Sänger